# Mr. Oizo
Quentin Dupieux (ur. 14 kwietnia 1974) – francuski DJ, producent muzyczny i reżyser filmowy. Sławę przyniósł mu utwór pt. „Flat Beat”. Znany również pod pseudonimem muzycznym jako Mr. Oizo. Jego pseudonim z języka francuskiego oiseau, w tłumaczeniu oznacza „ptaka”.

## Dyskografia

### Albumy
- Analog Worms Attack (1999)
- Moustache (Half a Scissor) (2005)
- Steak (2007)
- Lambs Anger (2008)
- Rubber LP z Gaspardem Auge (Justice) (2010)
- Stade 2 (2011)
- Stade 3 (2012)
- The Church (2014)
- All Wet (2016)

### Single iEP
- „#1" (1997)
- „M-Seq” (1997)
- „Flat Beat” (1999) UK Singles Chart #1
- „Last Night a DJ Killed My Dog” (2000)
- „Stunt” (2004)
- „Nazis” (2006)
- „Transsexual” (2007)
- „Positif” (2008)
- „Pourriture” (2009)
- „Rubber EP” z Gaspardem Auge (Justice) (2010)
- „Amicalement EP” (2013)
- „Ryhme Plat” EP (2019)
- „Pharmacist” z Roméo Elvisem (2020)

### Remiksy
| Rok  | Artysta         | Tytuł                                                        |
| ---- | --------------- | ------------------------------------------------------------ |
| 1999 | Techno Animal   | „We Can Re Build”                                            |
| 1999 | Demon           | „The Nod Factor”                                             |
| 1999 | Alex Gopher     | „Time”                                                       |
| 1999 | Ark             | „Punkadelik”                                                 |
| 2001 | Ark             | „Sucubz”                                                     |
| 2001 | Herbert         | „Back to the Start”                                          |
| 2002 | Air             | „Don’t Be Light”                                             |
| 2004 | Feadz           | „Go On Beef”                                                 |
| 2006 | Jamelia         | „Something About You”                                        |
| 2006 | Cassius         | „Toop Toop”                                                  |
| 2006 | Kavinsky        | „Testarossa Autodrive”                                       |
| 2006 | Biz Markie      | „Ahh Ah”                                                     |
| 2007 | Scissor Sisters | „Kiss You Off”                                               |
| 2007 | Calvin Harris   | „Merrymaking at My Place”                                    |
| 2008 | Jamie Lidell    | „A Little Bit of Feel Good”                                  |
| 2008 | Busy P          | „To Protect & Entertain” gośc. MURS                          |
| 2009 | Mr. Oizo        | „Lambs Anger (Steroids)” gośc. Uffie                         |
| 2009 | Tiga            | „Shoes”                                                      |
| 2009 | N.A.S.A.        | „Strange Enough” (gośc. Karen O, Ol’ Dirty Bastard i Fatlip) |
| 2010 | Boys Noize      | „Transmission”                                               |
| 2010 | Squarepusher    | „Cryptic Motion”                                             |
| 2011 | Ryskee          | „Horrors of Love”                                            |
| 2011 | Justice         | „Civilization”                                               |

## Teledyski i filmografia

### Teledyski
- „Kirk” (1997)
- „M-Seq” (1999)
- „Flat Beat” (1999)
- „Analog Worms Attack” (1999)
- „Inside The Kidney Machine” (1999)
- „Stunt” (2004)
- „Making Lambs Anger” (2009)
- „Where’s the money, George?” (2010)

### Filmy pełnometrażowe
- 2001: Nonfilm
- 2007: Steak
- 2010: Mordercza opona (Rubber)
- 2012: Wrong
- 2013: Złe gliny (Wrong Cops)
- 2014: Reality (Réalité)
- 2018: Au poste !
- 2019: Deerskin
- 2020: Mandibules (Mandibles)
- 2022: Niewiarygodne, ale prawdziwe (Incroyable mais vrai)
- 2022: Palenie powoduje kaszel (Fumer fait tousser)
- 2023: Yannick
- 2023: Daaaaaali!
- 2024: Drugi akt (Le Deuxième Acte)
- 2025: Wypadek fortepianowy (L'accident de piano)